# Lista de episódios de Just Tattoo of Us
Esta é a lista de episódios de Just Tattoo of Us, reality show britânico que estreou na MTV UK em 3 de abril de 2017.
A série possui duas temporada já finalizadas. E sua terceira temporada está em produção.

## Resumo
| Temporada | Temporada | Episódios | Reino Unido          | Reino Unido           | Brasil                | Brasil                 | Portugal              | Portugal               |
| Temporada | Temporada | Episódios | Estreia              | Final                 | Estreia               | Final                  | Estreia               | Final                  |
| --------- | --------- | --------- | -------------------- | --------------------- | --------------------- | ---------------------- | --------------------- | ---------------------- |
|           | 1         | 9         | 3 de abril de 2017   | 29 de maio de 2017    | 11 de abril de 2017   | 6 de junho de 2017     | 27 de abril de 2017   | 22 de junho de 2017    |
|           | 2         | 10        | 2 de outubro de 2017 | 4 de dezembro de 2017 | 17 de outubro de 2017 | 19 de dezembro de 2017 | 19 de outubro de 2017 | 21 de dezembro de 2017 |
|           | 3         | 10        | 21 de maio de 2018   | 23 de julho de 2018   | 22 de maio de 2018    | 24 de julho de 2018    | 19 de julho de 2018   | ASA                    |

## 1ª Temporada (2017)
| ## | # | Título                                                                       | Exibição original                                          | Código de produção |
| --- | - | ---------------------------------------------------------------------------- | ---------------------------------------------------------- | ------------------ |
| 1 | 1 | "Lauren & Sophie (Primas) Sophie & Joel (Casal) Amy & Luke (Amigos)"         | 3 de abril de 2017 11 de abril de 2017 27 de abril de 2017 | 101                |
| Veremos lágrimas, birras e decepções quando os três novos pares chegam ao estúdio para fazer tatuagens criadas em segredo por seu companheiro. O relacionamento das estrelas de Geordie Shore, Sophie e Joel sobreviverá?                                                              |   |                                                                              |                                                            |                    |
| 2 | 2 | "Corey & Marc (Amigos) Holly & Kyle (Casal) Dan & Sean (Amigos)"             | 10 de abril de 2017 18 de abril de 2017 4 de maio de 2017  | 102                |
| Tudo se torna emotivo no estudo, quando o casal de Geordie Shore Holly e Kyle projetam suas tatuagens. Então, os melhores amigos Sean e Dan tentam fazer uma piada pesada, lembrando a suas namoradas do passado.                                                                      |   |                                                                              |                                                            |                    |
| 3 | 3 | "Nathan & Liam (Amigos) Ben & Lateysha (Casal)"                              | 17 de abril de 2017 25 de abril de 2017 11 de maio de 2017 | 103                |
| Esta semana, Nathan e Liam, amigos de infância, querem deixar uma mensagem através do desenho de uma tatuagem. Então, Ben sente a ira de sua namorada Lateysha quando revelam sua nova tatuagem.                                                                                       |   |                                                                              |                                                            |                    |
| 4 | 4 | "Josh & Ricky (Amigos) Abi & Scott (Casal) Amy May & Stevie (Pai & Filha)"   | 2 de maio de 2017 11 de abril de 2017 18 de maio de 2017   | 104                |
| Esta semana, Abi tem a surpresa de sua vida quando vê a tatuagem projetada por seu namorado Scott. Enquanto isso, Josh e Ricky, melhores amigos, mostram as tatuagens mais extremas da série.                                                                                          |   |                                                                              |                                                            |                    |
| 5 | 5 | "Chloe & Ashley (Casal) Adam & Conrad (Amigos) TJ & Jimmy (Amigos)"          | 1 de maio de 2017 9 de maio de 2017 25 de maio de 2017     | 105                |
| A ex-namorada de Bear, Chloe Khan, chega para se tatuar com seu novo namorado, Ashley Cain. Enquanto isso, Adam e Conrad competem pelo carinho de Charlotte com suas tatuagens. |   |                                                                              |                                                            |                    |
| 6 | 6 | "Jaymi & Aaron (Irmãos) Holly & Kyle (Casal) Alicia & Louise (Amigos)"       | 8 de maio de 2017 16 de maio de 2017 1 de junho de 2017    | 106                |
| Jaymi Hensley da Union J visita o estúdio com seu irmão, as melhores amigas Alice e Louise usam os designs mais extremos que vimos e Holly da Geordie Shore retorna para se vingar de Kyle ...                                                                                         |   |                                                                              |                                                            |                    |
| 7 | 7 | "Beth & Anya (Amigos) Jess & Denny (Casal) The Vivienne & Trashley (Amigos)" | 15 de maio de 2017 23 de maio de 2017 8 de junho de 2017   | 107                |
| Esta semana, os recém comprometidos Jess Impiazzi e Denny Solomona colocam seu relacionamento à prova, e as drag queens e melhores amigas, The Vivienne e Trashley, revelam informações escandalosas com o design de suas tatuagens.                                                   |   |                                                                              |                                                            |                    |
| 8 | 8 | "Stephen & Charlotte (Casal)"                                                | 22 de maio de 2017 30 de maio de 2017 15 de junho de 2017  | 108                |
| No capítulo final da temporada, as emoções se intensificam. Os apresentadores do programa Charlotte Crosby e Stephen Bear criam tatuagens um para o outro em uma final explosiva. |   |                                                                              |                                                            |                    |
| 9 | 9 | "Just Tattoo Of Us: Marcados Para Sempre"                                    | 29 de maio de 2017 6 de junho de 2017 22 de junho de 2017  | 109                |
| É o episódio final de temporada. O comediante Matt Richardson se junta à equipe, para comemorar com Charlotte e Bear em frente do público em um estúdio. O show é conta com a presença de nossos convidados infinitos e um casal retorna para realizar cerca de tatuagens de vingança! |   |                                                                              |                                                            |                    |

## 2ª Temporada (2017)
| ## | #  | Título                                                                      | Exibição original                                                    | Código de produção |
| --- | -- | --------------------------------------------------------------------------- | -------------------------------------------------------------------- | ------------------ |
| 10 | 1  | "Charlotte & Katie (Amigas) Dan & Rich (Amigos) Becky & Danny (Irmãos)"     | 2 de outubro de 2017 17 de outubro de 2017 19 de outubro de 2017     | 201                |
| As melhores amigas Charlotte Dawson e Katie Salmon lamentam confiar uma na outra. Lads Dan e Rich levam a brincadeira muito a sério. E os irmãos Becky e Danny descobrem se eles são uma família unida ou dividida pelas tatuagens?                                               |    |                                                                             |                                                                      |                    |
| 11 | 2  | "Imogen & Kyle (Casal) PJ & Harrison (Amigos)"                              | 9 de outubro de 2017 24 de outubro de 2017 26 de outubro de 2017     | 202                |
| Os melhores amigos, PJ e Harrison vão às lágrimas com as tatuagens mais extremas que vimos, e Imogen, uma namorada controlador fica sem palavras com o design de seu namorado Kyle.                                                                                               |    |                                                                             |                                                                      |                    |
| 12 | 3  | "Gareth & Declan (Casal) Dam & Jude (Amigos) Connor & Jade (Casal)"         | 16 de outubro de 2017 31 de outubro de 2017 2 de novembro de 2017    | 203                |
| Os cantores Dam Callaghan e Jude Read colocam sua amizade em tatuagens extremas, enquanto os namorados Gareth e Declan colocam em risco seu casamento. E a relação entre Connor e Jade pode acabar após uma tatuagem devastadora.                                                 |    |                                                                             |                                                                      |                    |
| 13 | 4  | "Chet & Casey (Irmãos) Shae & Skye (Casal) Ellis & John-Paul (Amigos)"      | 23 de outubro de 2017 7 de novembro de 2017 9 de novembro de 2017    | 204                |
| O sangue pode ser mais grosso do que a tinta para os famosos irmãos Chet e Casey. Os melhores amigos, Ellis e John Paul tentam brincar com consequências devastadoras. E uma tatuagem mudará a vida de duas garotas para sempre.                                                  |    |                                                                             |                                                                      |                    |
| 14 | 5  | "Hughie & Ryan (Casal) Brad & Bella (Casal) Lauren & Sophie (Primas)"       | 30 de outubro de 2017 14 de novembro de 2017 16 de novembro de 2017  | 205                |
| Os novatos Brad e Bella projetam tatuagens loucas um para o outro. O casal do "Big Brother" Hughie Maughan e Ryan Ruckledge falham no teste de confiança da tatuagem. Enquanto Sophie e Lauren, das famosas tatuagens de Slut e Gorilla, da temporada 1, retornam para se vingar. |    |                                                                             |                                                                      |                    |
| 15 | 6  | "Alicia & Troy (Irmãos) Imogen & Krystal (Amigas) Beth & George (Casal)"    | 6 de novembro de 2017 21 de novembro de 2017 23 de novembro de 2017  | 206                |
| As estrelas de reality show Imogen Anthony e Krystal Dawson chegam para se tatuar, e os irmãos Alicia e Troy têm uma ótima luta familiar. O casal, Beth e George, arriscam seu futuro junto com seus designs.                                                                     |    |                                                                             |                                                                      |                    |
| 16 | 7  | "Naomi & Terri (Amigas) Billy & Joe (Amigos) Ollie & Maisie (Casal)"        | 13 de novembro de 2017 28 de novembro de 2017 30 de novembro de 2017 | 207                |
| As melhores amigas, Naomi e Terri pressionam sua amizade para o ponto de ruptura com duas tatuagens muito pessoais. Billy e Joe, tentam superar um ao outro, e os ex-namorados, Ollie e Maisie colocaram a tinta sobre as verdades de seu relacionamento.                         |    |                                                                             |                                                                      |                    |
| 17 | 8  | "Jamie & Robert (Amigos) Bridie & Trey (Amigos)"                            | 20 de novembro de 2017 5 de dezembro de 2017 7 de dezembro de 2017   | 208                |
| O jogador de futebol, Jamie e o garoto festeiro, Robert, colocam a amizade e a pele até o limite, mas eles podem confiar? E Bridie e Trey estão prestes a ver a dura realidade de sua amizade.                                                                                    |    |                                                                             |                                                                      |                    |
| 18 | 9  | "Will & Patrik (Amigos) Abbie & Zoe (Mãe e filha) Kirstie & Elise (Amigas)" | 27 de novembro de 2017 12 de dezembro de 2017 14 de dezembro de 2017 | 209                |
| Abbie e sua mãe, Zoe, de Geordie Shore, descobrem se as mães mandam, enquanto os melhores amigos, Patrik e Will, descobrem se são grandes amigos ou apenas perdedores. Kirstie e Elise arriscam sua amizade no campo das tatuagens.                                               |    |                                                                             |                                                                      |                    |
| 19 | 10 | "Alex & Olivia (Casal) Chelsea & Brooke (Amigas) Alicia & Louise (Amigas)"  | 4 de dezembro de 2017 19 de dezembro de 2017 21 de dezembro de 2017  | 210                |
| Alex e Olivia do Love Island são empurrados para o ponto de ruptura. As amigas e inimigas, Alicia e Louise, da primeira temporada, retornam para superar. E talvez tudo seja dito para a amizade entre Chelsea e Brooke.                                                          |    |                                                                             |                                                                      |                    |

## 3ª Temporada (2018)
| ## | # | Clientes                                                                          | Exibição original                                            | Código de produção |
| --- | - | --------------------------------------------------------------------------------- | ------------------------------------------------------------ | ------------------ |
| 20 | 1 | "Jack & Bronte (Casal) Sam & Simon (Amigos) Rhianna & Kierra (Amigas)"            | 21 de maio de 2018 22 de maio de 2018 19 de julho de 2018    | 301                |
| As amigas de infância Rhianna e Kierra retomam as implicâncias da época de colégio. Sam e o amigo Simon também entram na brincadeira; o casal Jack e Bronte testam o relacionamento após a sessão de tatuagens.   |   |                                                                                   |                                                              |                    |
| 21 | 2 | "Scotty T (Apresentador) Omar & Curf (Amigos) Fran & Nic (Irmãos)"                | 28 de maio de 2018 29 de maio de 2018 26 de julho de 2018    | 302                |
| É um grande dia para Scotty T e ele ficará marcado para sempre. Curf e Omar levam sua batalha ao extremo. Os irmãos Fran e Nic transformam seus laços familiares em grandes nós.                                  |   |                                                                                   |                                                              |                    |
| 22 | 3 | "Harry & Karen (Mãe e filho) Jordan & Faye (Amigos) Dom & Jess (Casal)"           | 4 de junho de 2018 5 de junho de 2018 2 de agosto de 2018    | 303                |
| Mãe e filho se enfrentam na troca de tatuagens. Jess e Dom resolvem colocar o noivado em teste e os melhores amigos Jordan e Faye perdem a noção da brincadeira e resolvem expor os segredos sexuais um do outro. |   |                                                                                   |                                                              |                    |
| 23 | 4 | "Jordan & Ashley (Amigos) Jack & Crystal-May (Namorados) Dayna & Nicole (Amigas)" | 11 de junho de 2018 12 de junho de 2018 9 de agosto de 2018  | 304                |
| Ashley e Jordan testam a amizade da maneira mais definitiva possível, Nicole e Dayna lavam a roupa suja através das suas tatuagens e Crystal planeja a vingança final contra o namorado, Jack.                    |   |                                                                                   |                                                              |                    |
| 24 | 5 | "'"                                                                               | 18 de junho de 2018 19 de junho de 2018 16 de agosto de 2018 | 305                |
| Zach and Kurtis, do "De Férias com o Ex", se desafiam para ver quem é o cara, os amigos Ant e Joe elevam o nível das suas brincadeiras, Tian e Natalie fazem tattoos marcantes em todos os sentidos.              |   |                                                                                   |                                                              |                    |